# БТР-60
БТР-60 (БТР-60П) — второй советский колёсный бронетранспортёр (БТР). Был разработан в 1950-х годах как замена бронетранспортёру БТР-152 и был принят на вооружение в 1959 году.
БТР-60П разработан в 1956—1959 годах, для оснащения мотострелковых формирований и замены в них БТР-152, от которого он отличался значительно улучшенной проходимостью, позволявшей ему следовать за танками на поле боя, и способностью плавать. БТР-60П стал первым в серии советских четырёхосных бронетранспортёров, развитие и производство которой продолжается до сих пор. БТР-60 производился серийно, неоднократно модернизируясь, с 1960 года по 1976 год на Горьковском автомобильном заводе (ГАЗ), затем на Курганском заводе колёсных тягачей (КЗКТ) до 1987 года; всего было выпущено, по разным данным, от 10 000 до 25 000 машин. Также производился по лицензии в Румынии, под обозначением TAB-71.
Являлся основным бронетранспортёром советских мотострелковых частей в 1960-е годы, в 1970-е — 1980-е был в основном вытеснен БТР-70 и БТР-80. Применялся советскими войсками в ряде вооружённых конфликтов, в том числе в Афганской войне.
Поставлялся как СССР, так и Румынией в десятки других государств, применялся во множестве региональных конфликтов и, несмотря на постепенную замену более современной техникой, на 2007 год всё ещё состоял на вооружении приблизительно 47 государств мира.

## История создания
В 1950-х годах основным БТР мотострелковых подразделений Советской Армии был БТР-152, созданный на шасси трёхосного полноприводного грузового автомобиля ЗИС-151. Хотя он отличался хорошей надёжностью, подвижностью и высокой для своей компоновочной схемы проходимостью, военных последняя всё ещё не удовлетворяла, так как БТР-152 не мог преодолевать широкие траншеи и действовать на поле боя совместно с танками. В качестве наиболее эффективной меры для повышения проходимости колёсных машин конструкторами рассматривалось равномерное расположение мостов. В начале 1957 года был построен опытный БТР-Э152В с равномерным расположением мостов, показавший значительный прирост проходимости, хотя и выявивший проблемы с управляемостью такой схемы, которые потребовали сделать управляемыми не только передние, но и задние колёса.
Разработка бронетранспортёра ГАЗ-49, носившего также заводское обозначение БТРП — «бронированное транспортное средство плавающее», началась в КБ ГАЗа под руководством В. А. Дедкова зимой 1956 года, а первый прототип был готов к середине 1958 года. От первых серийных БТР-60 прототип отличался двигательной установкой из одного карбюраторного двигателя ГАЗ-40П мощностью 90 л. с., который со всей очевидностью был слишком слаб для 10-тонной машины. Попытка установить вместо него дизельный двигатель ЯАЗ-206Б мощностью 205 л. с. также не увенчалась успехом — двигатель оказался слишком тяжёлым и создавал серьёзный перевес машины на корму, ухудшая плавучесть. В отсутствие других подходящих силовых установок было решено установить на бронетранспортёр спарку из двух ГАЗ-40П с собственными трансмиссиями, каждый из которых работал на два моста. Модифицированный таким образом прототип был готов к осени 1959 года.
Помимо ГАЗа, во второй половине 1950-х годов созданием перспективного плавающего бронетранспортёра повышенной проходимости занимались параллельно, фактически на конкурсной основе, сразу несколько конструкторских бюро: Академия танковых и механизированных войск и СКБ Кутаисского автозавода с «Объектом 1015»; Бюро внешних заказов ЗИЛа с ЗИЛ-153; Алтайский тракторный завод с «Объектом 19» и Мытищинский машиностроительный завод с БТР на базе ММЗ-560. ЗИЛ-153, Объект 1015 и ГАЗ-49 были внешне и конструктивно очень схожи между собой, Объект 19 же относился скорее к классу БМП и имел колёсно-гусеничную схему. Все эти машины отличались рядом конструктивных новшеств, но в итоге для массового производства был выбран ГАЗ-49, как более простой, дешёвый, надёжный и технологичный. Дополнительным фактором, сыгравшим роль в принятии этого решения, стала силовая установка ГАЗ-49. Несмотря на то, что внутренняя приёмная комиссия Минавтопрома назвала подобное решение «авантюрным» и «безграмотным», оно очень понравилось военным, поскольку при выходе из строя одного из двигателей бронетранспортёр мог продолжать движение со скоростью до 60 км/ч по шоссе. В результате ГАЗ-49 был приказом Министерства обороны от 13 ноября 1959 года принят на вооружение Советской Армии под обозначением БТР-60П (П — «плавающий»).

## Серийное производство
Серийное производство БТР-60 началось в 1960 году на Горьковском автомобильном заводе, который и впоследствии оставался единственным производителем этих машин в СССР. БТР-60 был впервые представлен населению и иностранным военным обозревателям на военном параде 1 мая 1962 года проведённом на Красной площади, в парадном строю на нём прошли части Московского гарнизона, а к осени 1963 года он стал поступать на вооружение групп советских войск за рубежом, что было отмечено иностранными военными обозревателями.
Вскоре после начала производства бронетранспортёр был модернизирован ‐-были установлены приборы ночного видения и командирский панорамный смотровой прибор. Следующее, значительно более серьёзное изменение коснулось броневого корпуса, который получил броневую крышу и стал полностью закрытым. Это было вызвано двумя причинами. Первой стала высокая уязвимость открытых сверху бронетранспортёров в городских боях, продемонстрированная в ходе уличных боёв в Венгрии в 1956 году, когда основные потери БТР-152 понесли от бутылок с зажигательной смесью, забрасываемых из окон верхних этажей. В результате уже тогда предлагалось часть бронетранспортёров выпускать в закрытом варианте специально для действий в таких условиях. Помимо этого, броневая крыша обеспечивала транспортёру и некоторую защиту от огня авиации. Второй причиной стала переориентация вооружённых сил в 1960-х годах на действия в условиях применения тактического ядерного оружия, считавшегося тогда весьма вероятным. Невозможность действий спешенной или находившейся на открытом воздухе пехоты на местности, подвергшейся радиоактивному заражению, требовала перехода к полностью закрытому транспортному средству, оснащённому противоатомной защитой, позволявшему десанту вести огонь из-за брони, такому как БМП. Несмотря на то, что броневая крыша значительно ограничивала возможности находящейся внутри пехоты по наблюдению за местностью и ведению огня, понятная уязвимость открытых бронетранспортёров в условиях возможной ядерной войны предопределила переход к полностью закрытым машинам.
БТР-60 получил броневой корпус высотой 2235 мм и крышу толщиной 7 мм в которой располагались два больших десантных люка, люк для командира и люк для механика-водителя.Чтобы увеличить огневую мощь десанта, в каждом из верхних бортовых листов появились по три лючка, закрываемых броневыми заслонками. Вооружение и приборы наблюдения остались прежними, место крепления пулемёта было перенесено с лобового и бортовых листов корпуса на фиксированную турельную установку к переднему десантному люку. Также пулемёт СГМБ был заменён на ПКБ того же калибра. Число десантников сократилась до 12 человек, при этом значительно осложнилась их посадка и высадка. Модернизированный бронетранспортёр получил обозначение БТР-60ПА и начал производиться с 1963 года. Иногда эта модификация называется БТР-60ПК, но официальным это название не было. С 1965 года его сменила на сборочных линиях модификация БТР-60ПА1, отличавшаяся усовершенствованными агрегатами двигателя и трансмиссии.
Уже вскоре после запуска в производство БТР-60ПА1 последовала его новая кардинальная модернизация, на этот раз затронувшая вооружение. На бронетранспортёр была установлена башня от БРДМ-2 с 14,5-мм пулемётом КПВТ и 7,62-мм ПКТ. Перевозимый десант вновь сократился, на этот раз до 8 человек, из которых шесть находились в десантном отделении, а ещё два — в лобовой части машины под башней, один из них выполнял и функции башенного стрелка. Помимо этого, бронетранспортёр получил новые приборы наблюдения и два дополнительных люка в верхних боковых листах в районе десантного отделения, облегчивших посадку и высадку из транспортёра. Также было слегка усилено лобовое бронирование корпуса и улучшена противоатомная защита. Модернизированный вариант получил обозначение БТР-60ПБ и поступил в производство в 1966 году. БТР-60ПБ оказался наиболее удачным вариантом БТР-60 и выпускался серийно без значительных изменений, за исключением установки смотрового прибора ТНПТ-1 в башне на машинах поздних выпусков, вплоть до 1976 года, когда его сменил в производстве новый БТР-70, разработанный на основе опытной колёсной БМП ГАЗ-50 и сохранивший большинство конструктивных особенностей БТР-60ПБ, но отличавшийся полностью переработанным более низким корпусом со слегка улучшенной бронезащитой, более мощными двигателями и изменённым расположением десанта. Тем не менее, на других заводах выпуск БТР-60ПБ продолжался вплоть до 1987 года. Вопрос о количестве выпущенных машин является сложным, так как достоверные советские или российские данные в печати по-прежнему отсутствуют. По западным оценкам, было выпущено до 25 тыс. БТР-60 всех модификаций, однако историк М. Барятинский считает эту цифру значительно завышенной, так, весьма вероятно, что в неё входят также БТР-70 и БТР-80, производившиеся позднее. Вместе с тем, численность всё ещё имеющихся на вооружении БТР-60, с учётом значительного числа списанных и отправленных на слом и потерянных в боях машин, а также цифр ежегодного выпуска БТР-70 и БТР-80 всё на том же Горьковском автомобильном заводе, говорят о более чем 10 тыс. выпущенных за 16 лет машин.
Помимо СССР, лицензионное производство БТР-60 было развёрнуто в Румынии под обозначением TAB-71. Первоначальная версия базировалась на БТР-60П и также имела открытый верх, но отличалась установкой более мощных карбюраторных двигателей SR-225 мощностью 140 л. с. каждый, а также рядом более мелких изменений. Позднее TAB-71 прошёл модернизацию, подобную БТР-60ПБ, получив закрытый корпус, башню с 14,5-мм пулемётом и дизельные двигатели Saviem 797-05 мощностью по 130 л. с. Новая модификация получила обозначение TAB-71M и находилась в производстве до замены на сборочных линиях в 1970-х годах бронетранспортёром TAB-77, разработанным, в свою очередь, на базе БТР-70.

## Дальнейшее развитие
В 1967 году в Военной академии бронетанковых войск был создан и испытан вариант БТР-60ПБ, оснащённый новым водомётным движителем, состоявшим из двух расположенных снаружи по бортам в кормовой части машины водомётов, способных разворачиваться в обратном направлении или отклоняться в горизонтальной плоскости на угол до 90°. Несмотря на улучшение ходкости и управляемости машины на плаву, показанные этим образцом, в серийное производство он не поступил, и на последующем БТР-70 была применена прежняя конструкция с внутренним, хотя и теперь уже двухступенчатым, водомётом. В 1972 году был построен опытный образец, получивший обозначение БТР-60ПЗ, отличавшийся от стандартного БТР-60ПБ доработанной башней с увеличенным до 60° максимальным углом подъёма вооружения, что позволяло бронетранспортёру поражать низколетящие вертолёты, а также обстреливать высоко расположенные цели, что было особенно важно при боях в городских условиях. Испытания БТР-60ПЗ прошли успешно, но серийно он не производился, однако усовершенствованная башня была впоследствии применена на БТР-70.

## Модификации
- БТР-60П — базовая модификация с открытым сверху корпусом, десантом из 14 человек и вооружением из одного 7,62-мм пулемёта СГМБ.
- БТР-60ПА — модификация с полностью закрытым герметичным корпусом, сокращённым до 12 человек десантом и заменой СГМБ на ПКБ.
- БТР-60ПА1 — модификация с усовершенствованными агрегатами силовой установки и улучшенной радиостанцией.
- БТР-60ПБ — модификация БТР-60ПА с сокращённым до 8 человек десантом, усиленным вооружением из 14,5-мм пулемёта КПВТ и 7,62-мм ПКТ в башне, и множеством других улучшений.
- БТР-60ПБД — опытная модификация, оснащённая дизельным двигателем и боевым отделением от БТР-80А, (2002).
- БТР-60ПБМ — российская модификация с дизельным двигателем.
- БТР-60МБ1 — белорусская модификация БТР-60ПБ от ОАО «140-й ремонтный завод». Установлены два дизельных двигателя, новая КПП и приборы панели управления
- БТР-60ПБМ-А1 — белорусская модификация. Установлены два дизельных двигателя мощностью 110 л. с. с электронным управлением. Предусмотрена установка боевого модуля БМ-30 вместо стандартной башни и кондиционера мощностью 10 кВт.
- Кобра-К — белорусская модификация, разработанная в 2001—2002 годах 140-м ремонтным заводом, которая предусматривала установку боевого модуля «Cobra» с 30-мм автоматической пушкой 2А42
- TAB-71 — румынская версия БТР-60П с более мощной двигательной установкой (установлены два восьмицилиндровых бензиновых двигателя Saviem SR-225) и рядом мелких изменений. Выпускался в нескольких модификациях.
- БТР-60М — украинская модификация БТР-60ПБ, разработанная ХКБМ. Установлен дизель УТД-20 (300 л. с.). Возможна установка боевых модулей БАУ-23 и «Гром». ГП «Николаевский бронетанковый завод» был выпущен один опытный образец[20]
- БТР-60МК — украинская модификация БТР-60ПБ, предложенная компанией «КОРТ». Машина оснащена двумя дизельными двигателями Cummins, дополнительной навесной бронёй и увеличенными боковыми люками десанта.[21]
- БТР-60МД — ремоторизованный вариант, разработанный 811-м авторемонтным заводом и предложенный на экспорт ООО «Казахстан инжиниринг» (вместо бензиновых двигателей установлены два дизельных двигателя Д-245.9Е2)[22]
- БТР-60Т — украинская модернизация БТР-60 компании ООО НПК «Техимпекс». Установлены боковые люки десанта, радиостанция Р-173, два новых дизельных двигателя Cummins ISF 2.8 (суммарной мощностью 240 л. с.), передние и задние габаритные фонари БТР-80, колёса КИ-113 с бескамерными шинами. Также возможна установка боевых модулей.
- БТР-60ПБ-МД1 — болгарская модификация, производство освоено на машиностроительном заводе «Терем — Хан Крум» в Тырговиште[23] (два двигателя ГАЗ-40П заменены одним шестицилиндровым дизельным двигателем Cummins ISB 25.30 мощностью 250 л. с.), на башню установлены 8 дымовых гранатомётов «Туча».
- БТР-60Д — модернизированная версия для вооружённых сил Украины, разработанная в 2024 году. Производится замена двигателей ГАЗ-40П на два дизельных Deutz BF4M2012 мощностью 102 л.с., в бортах десантного отделения сделаны два дополнительных люка, снаружи корпуса устанавливается складной решётчатый экран для защиты от ударных БПЛА. 17 февраля 2025 года появились фотоснимки первых бронетранспортёров на учебном полигоне 156-й отдельной бригады вооружённых сил Украины[24][25].

## Тактико-технические характеристики
| ТТХ модификаций БТР-60     |                                                            |                                                            |                                                            |                                                            |                                                            |                                                               |
|                            | БТР-60П                                                    | БТР-60ПА                                                   | БТР-60ПА1                                                  | БТР-60ПБ                                                   | TAB-71                                                     | TAB-71М                                                       |
| Размеры                    |                                                            |                                                            |                                                            |                                                            |                                                            |                                                               |
| Длина, м                   | 7,56                                                       | 7,56                                                       | 7,56                                                       | 7,56                                                       | 7,56                                                       | 7,56                                                          |
| Ширина, м                  | 2,83                                                       | 2,83                                                       | 2,83                                                       | 2,83                                                       | 2,83                                                       | 2,83                                                          |
| Высота по крыше корпуса, м | 2,24                                                       | 2,38                                                       | 2,38                                                       | 2,42                                                       | н/д                                                        | н/д                                                           |
| Масса, т                   | 9,9                                                        | 10,2                                                       | 10,3                                                       | 10,2                                                       | н/д                                                        | 11,0                                                          |
| Вооружение                 |                                                            |                                                            |                                                            |                                                            |                                                            |                                                               |
| Пулемёты                   | 1 × 7,62-мм СГМБ                                           | 1 × 7,62-мм СГМБ                                           | 1 × 7,62-мм СГМБ                                           | 1 × 14,5-мм КПВТ, 1 × 7,62-мм ПКБ                          | 1 × 7,62-мм СГМБ                                           | 1 × 14,5-мм КПВТ, 1 × 7,62-мм ПКБ                             |
| Боекомплект, патронов      | 1250 × 7,62-мм                                             | 1250 × 7,62-мм                                             | 1250 × 7,62-мм                                             | 500 × 14,5-мм, 2000 × 7,62-мм                              | н/д                                                        | н/д                                                           |
| Десант, человек            | 14                                                         | 12                                                         | 12                                                         | 8                                                          | 14                                                         | 8                                                             |
| Бронирование, мм           |                                                            |                                                            |                                                            |                                                            |                                                            |                                                               |
| Лоб                        | 7—9                                                        | 7—9                                                        | 7—9                                                        | 7—11                                                       | 7—9                                                        | 7—11                                                          |
| Борт                       | 7                                                          | 7                                                          | 7                                                          | 7                                                          | 7                                                          | 7                                                             |
| Корма                      | 5—7                                                        | 5—7                                                        | 5—7                                                        | 5—7                                                        | 5—7                                                        | 5—7                                                           |
| Крыша                      | —                                                          | 7                                                          | 7                                                          | 7                                                          | —                                                          | 7                                                             |
| Днище                      | 5                                                          | 5                                                          | 5                                                          | 5                                                          | 5                                                          | 5                                                             |
| Башня                      | —                                                          | —                                                          | —                                                          | 7                                                          | —                                                          | 7                                                             |
| Подвижность                |                                                            |                                                            |                                                            |                                                            |                                                            |                                                               |
| Двигатели                  | 2 рядных 6-цилиндровых карбюраторных ГАЗ-40П, 2 × 90 л. с. | 2 рядных 6-цилиндровых карбюраторных ГАЗ-40П, 2 × 90 л. с. | 2 рядных 6-цилиндровых карбюраторных ГАЗ-40П, 2 × 90 л. с. | 2 рядных 6-цилиндровых карбюраторных ГАЗ-40П, 2 × 90 л. с. | 2 рядных 6-цилиндровых карбюраторных SR-225, 2 × 140 л. с. | 2 рядных 6-цилиндровых дизельных Saviem 797-05, 2 × 130 л. с. |
| Удельная мощность, л. с./т | 18,2                                                       | 17,6                                                       | 17,5                                                       | 17,6                                                       | н/д                                                        | 23,6                                                          |
| Скорость по шоссе, км/ч    | 80                                                         | 80                                                         | 80                                                         | 80                                                         | н/д                                                        | 95                                                            |
| Скорость на плаву, км/ч    | 10                                                         | 10                                                         | 10                                                         | 9                                                          | н/д                                                        | 10                                                            |
| Запас хода по шоссе, км    | 500                                                        | 500                                                        | 500                                                        | 500                                                        | н/д                                                        | 500                                                           |

## Описание конструкции
БТР-60 имел нехарактерную для бронетранспортёров компоновку с расположением отделения управления в лобовой, десантного — в средней, а моторно-трансмиссионного — в кормовой части машины. Штатный экипаж БТР-60 состоял из двух человек, командира машины и механика-водителя, помимо них бронетранспортёр мог перевозить, в зависимости от модификации, от 8 до 14 человек десанта.

### Броневой корпус и башня
БТР-60 имеет слабо дифференцированную противопульную бронезащиту. Броневой корпус транспортёра собирался при помощи сварки из катаных листов гомогенной броневой стали толщиной от 5 до 9 мм на БТР-60П, БТР-60ПА и БТР-60ПА1 и до 11 мм на БТР-60ПБ. Большинство листов вертикального бронирования БТР-60, за исключением нижних бортовых и кормового, установлены со значительными углами наклона. Броневой корпус всех модификаций БТР-60 имел обтекаемую форму, повышавшую его водоходные качества и был снабжён складным волноотражательным щитком, укладывавшимся в походном положении на нижний лобовой лист корпуса, слегка повышая, таким образом, его защиту. На БТР-60П корпус не имел крыши, хотя мог закрываться брезентовым тентом для защиты от дождя. Бронирование БТР-60ПБ, на котором была несколько усилена лобовая защита, обеспечивало ему защиту от стандартной 7,62-мм бронебойной пули Б-32: в лобовой проекции — в упор, в верхнюю часть борта корпуса — с 360 метров, в нижнюю часть корпуса и корму — с 900 метров, в башню — с 270 метров. На БТР-60ПБ корпус был полностью герметизирован путём введения резиновых уплотнителей на всех люках и лючках, помимо этого, была введена система защиты от оружия массового поражения, состоявшая из фильтровентиляционной установки, обеспечивавшей повышенное давление внутри корпуса, препятствовавшее проникновению внутрь загрязнённого воздуха.
В лобовой части корпуса размещалось отделение управления, в котором, слева и справа соответственно, находились механик-водитель и командир бронетранспортёра. За ним располагалось отделение десанта, на БТР-60ПБ совмещённое с боевым. Десантники располагались в нём на деревянных поперечных скамьях. На БТР-60П имелись четыре трёхместных и одна двухместная спереди, на БТР-60ПА и БТР-60ПА1 были оставлены только трёхместные. На БТР-60ПБ были оставлены только две трёхместных скамьи, в дополнение к которым имелись два одноместных сиденья спереди, расположенные по бортам корпуса. Запас плавучести машины позволял перевозить на броне через небольшие водные преграды дополнительно до 10 человек.
Посадка и высадка экипажа и десантников на БТР-60П осуществлялась через верх, в чём им помогали четыре откидывающихся в сторону дверцы в верхней части бортов. На БТР-60ПА и БТР-60ПА1 механик-водитель и командир получили два индивидуальных полукруглых люка над своими рабочими местами, десант же располагал двумя прямоугольными люками в крыше десантного отделения — одним в лобовой части, применявшимся также для стрельбы из пулемёта, и одним — в кормовой части с левого борта. Помимо этого, в передней части десантного отделения появились с каждого борта по три закрывающихся броневыми заслонками порта для стрельбы из личного оружия. На БТР-60ПБ верхние люки десанта располагались теперь над ним по диагонали, а в дополнение к ним появились два прямоугольных люка в верхней части бортов корпуса в районе башни. Помимо этого, в корпусе всех модификаций БТР-60 имелся целый ряд люков и лючков, служивших для доступа к агрегатам двигателя и трансмиссии и лебёдки.
Башня БТР-60ПБ была первоначально разработана в начале 1960-х годов для вооружения бронеавтомобиля БРДМ-2 и в дальнейшем башни обеих машин были полностью унифицированы между собой. Башня имеет форму усечённого конуса с плоской наклонной лобовой частью и собирается при помощи сварки из катаных листов гомогенной броневой стали толщиной 7 мм. В лобовой части башни имеются три амбразуры: центральная — для пулемёта КПВТ, правая — для спаренного пулемёта и левая — для перископического прицела, закрываемые изнутри подвижной броневой маской. Башня размещалась над вырезом в крыше десантного отделения бронетранспортёра на шариковой опоре, вращение её осуществлялось вручную при помощи винтового механизма, обеспечивавшего поворот башни на 21° за один оборот маховика. Стрелок, роль которого выполнял один из членов десанта, размещался в башне на подвешенном к ней сиденье.

### Вооружение
На БТР-60П всё вооружение состояло из 7,62-мм пулемёта СГМБ, устанавливавшегося на одном из трёх кронштейнов в лобовой части корпуса и по бортам. Боекомплект пулемёта составлял 1250 патронов в 5 лентах. На БТР-60ПА и БТР-60ПА1, СГМБ был заменён на ПКБ того же калибра и с тем же боекомплектом, аналогичная замена впоследствии осуществлялась и на уже выпущенных БТР-60П. Кроме этого, в бронетранспортёре, помимо оружия десанта, имелись: 7,62-мм автомат АК-47 с боекомплектом из 300 патронов в 10 магазинах, гранатомёт РПГ-7 с боекомплектом из 5 ракет и 10 гранат Ф-1. Существуют также фотографии БТР-60П/ПА/ПА1 с вооружением, состоящим из 12,7-мм пулемёта ДШК на лобовом кронштейне и СГМБ на боковых, однако штатной такая конфигурация не являлась и использовалась только на парадах.
На БТР-60ПБ, вооружение составила спаренная установка 14,5-мм пулемёта КПВТ и 7,62-мм ПКТ. Установка размещается на цапфах в лобовой части башни, её наведение в вертикальной плоскости, в пределах −5…+30°, осуществляется вручную при помощи винтового механизма, горизонтальная наводка осуществляется вращением башни. Наводка пулемётов на цель осуществлялась при помощи перископического оптического прицела ПП-61, имевшего увеличение 2,6× при поле зрения в 23° и обеспечивавшего огонь из КПВТ на дальность до 2000 метров и из ПКТ — до 1500 метров. КПВТ предназначен для борьбы с легкобронированной и небронированной техникой противника и имеет боекомплект 500 патронов в 10 лентах, снаряжённых бронебойно-зажигательными пулями Б-32 или бронебойно-зажигательными, с сердечником из карбида вольфрама, пулями БС. ПКТ же предназначен для поражения живой силы и огневых средств противника и имеет боекомплект в 2000 патронов в 8 лентах.
| Таблица бронепробиваемости для КПВТ |     |     |     |     |      |
| Пуля \ Расстояние, м | 100 | 250 | 500 | 750 | 1000 |
| Б-32 |     |     |     |     |      |
| (угол наклона 0°, гомогенная броня) |     |     | 30  |     |      |
| БС |     |     |     |     |      |
| (угол наклона 0°, гомогенная броня) |     |     | 50  |     |      |
| Следует помнить, что в разное время и в разных странах использовались различные методики определения бронепробиваемости. Как следствие, прямое сравнение с аналогичными данными других орудий часто бывает затруднено. |     |     |     |     |      |

### Средства наблюдения и связи
На БТР-60П ранних выпусков командир и механик-водитель в дневное время в небоевых условиях осуществляли наблюдение за местностью через два люка в верхнем лобовом листе корпуса. Для наблюдения за лобовым сектором в боевых условиях, а также по бортам машины, использовались съёмные призматические смотровые приборы Б-1, установленные по три в крышках люков, а также в верхних скуловых бронелистах — два в левом и один в правом. На БТР-60П поздних выпусков командир получил также поворотный перископический смотровой прибор ТПКУ-2Б, имевший увеличение 5× при поле зрения в 7°30′, а для наблюдения за местностью в ночное время бронетранспортёр стал оснащаться съёмными перископическими пассивными приборами ночного видения — ТВН-2 для механика-водителя и ТКН-1 для командира, устанавливавшимися в гнёздах над верхним лобовым бронелистом, а также инфракрасным прожектором ОУ-3. Та же конфигурация смотровых приборов сохранялась и на БТР-60ПА и БТР-60ПА1.
На БТР-60ПБ командир сохранил свой смотровой прибор ТПКУ-2Б, но место смотровых приборов Б-1 заняли перископические смотровые приборы ТНП-Б, устанавливавшиеся следующим образом: два — по бокам от ТПКУ-2Б командира, три — у механика-водителя для обзора лобового сектора, по одному на верхних скуловых бронелистах и по одному в передней части верхних бортовых бронелистов. Сохранены были и приборы ночного видения, но прожектор заменён на улучшенный ОУ-3ГА2. Десантники получили в своё распоряжение перископические смотровые приборы: МК-4Н, устанавливавшийся в крыше корпуса за башней слева и ТНП-Б, устанавливавшийся в верхнем бортовом листе корпуса напротив него. Стрелок в башне средств наблюдения за местностью, помимо прицела пулемётов, первоначально не имел, но на БТР-60ПБ поздних выпусков в крыше башни стал устанавливаться перископический смотровой прибор ТНПТ-1 для обзора задней полусферы.
Для внешней связи на БТР-60П, БТР-60ПА и БТР-60ПА1 устанавливалась радиостанция Р-113, а на БТР-60ПБ — Р-123. Для внутренней связи на БТР-60ПБ устанавливалось танковое переговорное устройство Р-124 на трёх абонентов — командира, механика-водителя и башенного стрелка.

### Двигатели и трансмиссия
При создании БТР у СССР не было в наличии двигателя, достаточного по мощности для передвижения этого монстра, поэтому в самом начале БТР был создан с двумя двигателями от ГАЗ-51, что вызывало соответствующие трудности в эксплуатации, ведь это подразумевало одновременное наличие двух отдельных педалей сцепления, двух трансмиссий, двух мостов, четырёх коробок передач, двух стартеров и т. д..
Силовая установка БТР-60 состояла из двух спаренных рядных 6-цилиндровых карбюраторных двигателей жидкостного охлаждения модели ГАЗ-40П, являвшихся форсированным вариантом двигателя грузового автомобиля ГАЗ-51 и развивавших мощность до 90 л. с. каждый. Оба двигателя устанавливались на общей раме в моторном отделении вдоль оси машины и приводили по два моста каждый: правый двигатель — первого и третьего, левый — второго и четвёртого спереди, причём передние два моста могли отключаться. Также оба двигателя совместно приводили водомётный движитель, а правый работал и на привод лебёдки. Два топливных бака устанавливались в изолированных отсеках в моторно-трансмиссионном отделении.
Каждый из двигателей бронетранспортёра работал на отдельную трансмиссию, в состав которой входили:
- Однодисковое сцепление сухого трения с гидравлическим приводом, смонтированное в едином блоке с двигателем и коробкой передач;
- Механическая четырёхступенчатая коробка передач с коробкой отбора мощности к водомётному движителю;
- Раздаточная коробка с понижающей передачей, на правом двигателе также с механизмом отбора мощности к лебёдке;
- Две главные передачи с кулачковыми дифференциалами повышенного трения;
- Четыре колёсных редуктора;
- Ряд карданных валов, соединявших агрегаты трансмиссии между собой.

Конструкция трансмиссии позволяет при выходе из строя или отключении одного из двигателей продолжать движение бронетранспортёра со скоростью до 60 км/ч по шоссе и сниженной проходимостью.

### Ходовая часть
БТР-60 имеет колёсную формулу 8 × 8 с четырьмя равнорасположенными по базе мостами и управляемыми двумя передними парами колёс. Колёса бронетранспортёра оснащены пулестойкими односкатными шинами размера 13.00-18″ и имеют центральную систему регулировки давления воздуха с двумя компрессорами, позволяющую изменять его, в том числе и на ходу, в пределах от 0,5 до 2,5 кгс/см². Это может использоваться как для повышения проходимости, так и для продолжения движения при не слишком серьёзном повреждении шины. Удельное давление на грунт в зависимости от давления в шинах может колебаться от 0,96 до 2,16 кгс/см², при этом первое значение вполне сопоставимо с удельным давлением, создаваемым основными боевыми танками и даже меньше, чем у ряда современных их образцов. Подвеска всех колёс — независимая, торсионная. Каждое колесо подвешено на двух расположенных друг над другом рычагах, шарнирно соединённых с бортом корпуса. Нижний из них подвешен на расположенном продольно вдоль борта корпуса торсионном валу, а верхний на первой, второй и четвёртой осях имеет по два гидравлических амортизатора. Благодаря четырёхосной формуле, БТР-60 способен продолжать движение, потеряв полностью любые два колеса.

### Водоходный движитель
Для передвижения на плаву на БТР-60 применён водомётный движитель. Он размещается в кормовой части машины под двигательной установкой и представляет собой водовод, идущий от днища моторно-трансмиссионного отделения к нижнему кормовому листу. В водоводе размещён четырёхлопастной винт диаметром 600 мм, приводимый от обоих двигателей. Входное отверстие водовода закрывается решёткой, а выходное — двухстворчатой броневой заслонкой с гидравлическим приводом. Поворот на воде осуществляется при помощи двух установленных в водоводе рулей, управление которых сблокировано с поворотом колёс. Для движения задним ходом выходное отверстие закрывается и поток воды направляется в боковые водоводы, выходящие в бортовые листы. При выходе водомёта из строя бронетранспортёр способен продолжать движение за счёт вращения колёс со скоростью до 4 км/ч.

## Машины на базе БТР-60

### СССР
- БТР-60ПУ — машина управления звена батальон—полк для мотострелковых войск, на базе БТР-60П или БТР-60ПА. Отличается установкой комплекса из радиостанций Р-130, Р-107, Р-123, радиоприёмника Р-311 и дополнительных антенн.
- БТР-60ПУ-12 (1967), БТР-60ПУ-12М (1972) и БТР-60ВВС — подвижные командные пункты для подразделений ПВО сухопутных войск и ВВС соответственно, на базе БТР-60ПБ. Отличаются уменьшенной башней с 7,62-мм пулемётом ПКТ и установкой дополнительных радиостанций Р-407, Р-111 и Р-123, навигационной системы КП-4, системы передачи данных в информационной сети АСПД-12 и дополнительного электрогенератора.
- 1В18 «Клён-1» и модернизированный 1В18-1 — машина управления командира артиллерийской батареи, 1В19 «Клён-2» и модернизированный 1В19-1 — машина управления командира артиллерийского дивизиона. Созданы на базе БТР-60ПБ, отличались лишённой вооружения башней и наличием систем для управления и корректировки огня артиллерии.
- БТР-60 Р-118АМ3, БТР-60 Р-137Б, БТР-60 Р-140БМ, БТР-60 Р-145БМ, БТР-60 Р-156, БТР-60 Р-161Б, БТР-60 Р-409БМ — передвижные радиостанции различной мощности и назначения, маркировавшиеся по модели основной из устанавливаемых радиостанций.
- БТР-60П-238БТ, БТР-60П-239БТ, БТР-60П-240БТ, БТР-60П-241БТ — передвижные полевые телефонные станции, для совместных действий с ними предназначался БТР-60ЛБГС — полевой укладчик телефонного кабеля.
- БТР-60 Р-975, БТР-60 Р-975М и БТР-60 Р-975М1 — радиомашины наведения авиации.
- БТР-60 З-351-БР — передвижная зарядная станция.
- МТП-2 — машина технической помощи на базе БТР-60П.
- 15Я56 — машина боевого поста охраны войск РВСН, с башенной пулемётной установкой «Луч» (ТКБ-0149), с пулемётом НСВТ-12,7 «Утёс».
- «Резеда» (1965) — опытная командирская машина тактического ракетного комплекса с ракетой 9М24.

### Беларусь
- БТР-МК — белорусская командная машина, на базе БТР-60ПБМ-А1 и БТР-70М, производства «Минотор-сервис». Башня демонтирована, установлены две радиостанции Р-130М и Р-123М, навигационная аппаратура. Экипаж 6 человек.
- МТП-К — белорусская машина технической помощи, на базе БТР-60ПБМ-А1 и БТР-70М, производства «Минотор-сервис». Вооружена 7,62-мм пулемётом ПКТ. Оснащена тяговой лебёдкой, грузоподъёмным устройством грузоподъёмностью 1,5 тонны, оборудованием электросварки. Экипаж 4 человека.

### Украина
- АТМ-2 — аварийно-транспортная машина, производства ГП «Николаевский бронетанковый завод».
- УДС-60 — учебно-действующие стенды, производства ГП «Николаевский бронетанковый завод».

### Иран
- Aghareb — боевая машина (колесный танк) на базе БТР-60 с 90-мм пушкой от танка M47 «паттон». Боевой модуль (башня) смещён к носу машины. Кроме пушечного вооружения имеет 12,7 мм пулемёт в дополнительной башенке.
- Shahram — машина радиационной, химической и биологической разведки.

### Куба
- БТР-60-23 — кубинская зенитная самоходная установка (23-мм спаренная зенитная установка ЗУ-23-2 советского производства или 30-мм спаренная зенитная установка vz.53 чехословацкого производства на шасси БТР-60), первая машина изготовлена для кубинской армии в конце 1980-х годов, остальные выпущены в 1990—2000-е годы, всего изготовлено 40-50 машин[источник не указан 3317 дней].
- БТР-60-73 — БТР-60ПБ с башней от БМП-1[39].
- БТР-60-100 — кубинский колесный танк на основе БТР-60 и Т-54/55. Доработана крыша, элементы силовой брони для установки боевого модуля собственной разработки с пушкой Д-10Т и другим оснащением башни Т-54/55. Имеет нарезную 100-мм пушку, спаренный пулемёт ПКТ и зенитный пулемёт ДШКМ. Боевая масса до 20 тонн. Силовая установка танка неизвестна: либо оригинальная двухдвигательная бензиновая, либо модернизированная дизельная[40].

## На вооружении

### Современные операторы
- Азербайджан — не более 32 БТР-60, по состоянию на 2024 год.
  - Сухопутные войска — 10, по состоянию на 2024 год.[41]
  - Пограничные войска — 19 БТР-60/БТР-70/БТР-80, по состоянию на 2024 год.[41]
  - Внутренние войска — 7 БТР-60/БТР-70/БТР-80, по состоянию на 2024 год.[41]
- Алжир — 250 БТР-60, по состоянию на 2024 год[41]
- Ангола — 200 БТР-60/70/80/152, по состоянию на 2024 год. Всего 250 БТР-60 поставлено[42][41]
- Армения — не более 137 БТР-60 и машин на его базе, по состоянию на 2024 год
  - Сухопутные войска — 108 БТР-60 и машин на его базе, по состоянию на 2024 год.[41]
  - Пограничные войска — 5 БТР-60, по состоянию на 2024 год.[41]
  - Внутренние войска — 24 БТР-60/70/152, по состоянию на 2024 год.[41]
- Болгария — 20 БТР-60 на вооружении по состоянию на 2024[41]
- Ботсвана — 50 БТР-60, по состоянию на 2024 год[41]
- Вьетнам — 1100 БТР-152/БТР-50/БТР-60/БТР-40, по состоянию на 2016 год. Всего 500 БТР-60 поставлено[42]
- Гвинея — 8 БТР-60, по состоянию на 2024 год[41]
- Гвинея-Бисау — 35 БТР-40/БТР-60, по состоянию на 2024 год. Всего 15 БТР-60 поставлено[42]
- ДР Конго — 30-70 БТР-60ПБ, по состоянию на 2024 год[41]. Всего 40 БТР-60 поставлено[42]
- Египет — 250 БТР-60, по состоянию на 2024 год[41]
- Замбия — 13 БТР-60, по состоянию на 2024 год[41]
- Иран — 300 БТР-50/БТР-60, по состоянию на 2024 год. Всего 500 БТР-60 поставлено[42][41]
- Йемен — некоторое количество БТР-60, по состоянию на 2024 год. Всего 250 БТР-60 поставлено[42][41]
- Камбоджа — 200 БТР-152/БТР-60, по состоянию на 2024 год. Всего 120 БТР-60 поставлено[42][41]
- КНДР — 2500 БТР-40/БТР-60/M-1992/БТР-152/M-2010, по состоянию на 2024 год. Всего 250 БТР-60 поставлено[42][41]
- Республика Конго — 30 БТР-60, по состоянию на 2024 год[41]
- Куба — 500 БТР-50/БТР-60/БТР-152, по состоянию на 2024 год.[41] Всего 160 БТР-60 поставлено[42]
- Лаос — 30 БТР-40/БТР-60, по состоянию на 2024 год. Всего 35 БТР-60 поставлено[42]
- Ливия — некоторое количество БТР-60ПБ в ЛНА, по состоянию на 2024 год. Всего 500 БТР-60 поставлено[42][41]
- Мали — >10 БТР-60ПБ, по состоянию на 2024 год[41]
- Мексика — 3 БТР-60, по состоянию на 2024 год[41]
- Мозамбик — 160 БТР-60, по состоянию на 2024 год[41]
- Монголия — 150 БТР-60, по состоянию на 2024 год[41]
- Намибия — 10 БТР-60, по состоянию на 2024 год[41]
- Никарагуа — 45 БТР-60 (ещё 15 на хранении), по состоянию на 2016 год[41]
- Россия — 800 БТР-60 (всех модификаций) на вооружении и 1300 БТР-60/-70/80 на хранении по состоянию на 2024[41]
- Сирия — некоторое количество БТР-60, по состоянию на 2024 год. Всего 650 БТР-60 поставлено[42][41]
- Таджикистан — 23 БТР-60/БТР-70/БТР-80, по состоянию на 2024 год[41]
- Туркменистан — 120 БТР-60 всех модификаций, по состоянию на 2024 год[41]
- Турция — 300 БТР-60 по состоянию на 2024 год[42]
- Уганда — 15 БТР-60, по состоянию на 2024 год[42]
- Узбекистан — 24 БТР-60, по состоянию на 2024 год[41]
- Украина — 130 БТР-60/-70/-80 в сухопутных войсках по состоянию на 2024 год[41]. Дополнительно около 100 БТР-60 передано Болгарией в 2024 году.[43]
- Чад — около 20 БТР-60, по состоянию на 2024 год.[41]
- Эритрея — 25 БТР-60/БТР-152, по состоянию на 2024 год[41]
- Эфиопия — неизвестное количество, по состоянию на 2024 год. Всего 560 БТР-60 поставлено[41][44][45]

### Бывшие операторы
- Афганистан — по состоянию на 2007 год
- Беларусь — 188 БТР-60, по состоянию на 2007 год, сняты с вооружения.
- Венгрия — сняты с вооружения
- ГДР — перешли к ФРГ после объединения
- Германия — сняты с вооружения
- Гренада — сняты с вооружения. 6 БТР-60ПБ поставлено в 1981 году.
- Грузия — 1 БТР-60, по состоянию на 2007 год
- Джибути — 12 БТР-60, боеспособность которых находится под вопросом, по состоянию на 2016 год
- Израиль — сняты с вооружения
- Индия — сняты с вооружения, возможно, некоторое количество остаётся на хранении
- Ирак — не менее нескольких сотен БТР-60, современный статус неясен
- Литва — 22 БТР-60, по состоянию на 2007 год
- Вооружённые силы ООН — не менее 136 БТР-60ПБ в составе миротворческого контингента в Сьерра-Леоне, в том числе:
  -  Гана — 6 БТР-60ПБ
  -  Гвинея — 1 БТР-60ПБ
  -  Кения — 3 БТР-60ПБ
  -  Нигерия — 6 БТР-60ПБ
  -  Перу — 12 БТР-60, по состоянию на 2007 год
- Польша — сняты с вооружения
- Сомали — возможно, ещё имеется некоторое количество, но фактически в небоеспособном состоянии
- Судан — сняты с вооружения
- СССР — перешли к образовавшимся после распада государствам
- Финляндия — 120 БТР-60ПБ и БТР-60 Р-145БМ (использовались под обозначением BTR-60PUM) куплены у СССР в 1960-х. Прошли модернизацию в 1996-1997 годах. Списаны между 2011 и 2014 годами, на момент снятия с вооружения в строю оставалось 96 единиц.[46]
- Эстония — 1 БТР-60, по состоянию на 2007 год
- Югославия — БТР-60 и TAB-71, перешли к образовавшимся после распада государствам
- ПМР — более 40

## Эксплуатация и боевое применение

### СССР и постсоветское пространство
БТР-60 начали поступать в Советскую Армию, а позднее и в морскую пехоту и пограничные войска в начале 1960-х годов, быстро вытеснив БТР-152 с роли основного бронетранспортёра. Впервые новые машины были применены при вводе войск стран Варшавского договора в Чехословакию в 1968 году, однако боёв в ходе той операции им вести не пришлось. Первым же настоящим боем, в котором были использованы новые бронетранспортёры, стал пограничный конфликт на острове Даманский в марте 1969 года. Из принимавших участие в нём подразделений пограничные заставы были оснащены БТР-60ПБ, а мотоманёвренная группа 57-го погранотряда — БТР-50П и БТР-50ПБ. БТР-60 в целом проявили себя в бою хорошо, хотя и понесли немалые потери, как из-за массированного применения китайцами гранатомётов, так и из-за тактических ошибок командиров бронетранспортёров, во многом происходивших из-за малого опыта применения новой техники. Проявилась также и слабость бронирования БТР-60, которое с бортов и кормы не давало на близких дистанциях полноценной защиты даже от огня лёгких пулемётов, не говоря уже о специализированном противотанковом вооружении. Наиболее эффективной тактикой применения БТР-60 было найдено использование его в наступлении для прикрытия спешенной мотопехоты и пехоты. Обнаружилась также и конструктивная недоработка — если на танках антенны располагаются, как правило, на крыше башни, то на БТР-60 они находились на корпусе и порой в пылу боя отстреливались экипажами при ведении огня из башенного пулемёта. Вскоре БТР-60ПБ были вновь применены на советско-китайской границе, на этот раз в пограничном конфликте у озера Жаланашколь в августе того же года.
БТР-60 довольно активно применялись на начальном этапе Афганской войны, так как более современных бронетранспортёров в Среднеазиатском военном округе не имелось, поскольку новыми БТР-70 оснащались прежде всего подразделения группы советских войск в Германии и западных военных округов. В Афганистане бронетранспортёр вновь продемонстрировал свои недостатки, прежде всего слабую защищённость. В местных условиях к этому прибавилась ещё и быстрая потеря мощности и частый перегрев его карбюраторных двигателей в жарком высокогорном климате, а малый максимальный угол возвышения вооружения БТР-60 не давал ему возможности обстреливать цели на склонах гор. Из-за этого при первой же возможности БТР-60 в Афганистане были заменены БТР-70 и в дальнейшем в войне использовались в основном лишь командно-штабные машины на их базе. В 1980-х годах БТР-60 был окончательно вытеснен в войсках БТР-70 и новыми БТР-80, но изрядное количество их всё ещё оставалось в частях «второй линии» и пограничных войсках. По данным, представленным СССР при подписании ДОВСЕ в 1990 году, на европейской части СССР всё ещё имелся 4191 БТР-60.
После распада СССР значительное количество БТР-60 бывшей Советской Армии перешло в руки вновь образовавшихся государств и использовалось ими во многих региональных конфликтах. Так, не менее нескольких десятков БТР-60ПБ имелось в Молдове, применявшей их в ходе Приднестровского конфликта. Некоторое количество БТР-60 использовалось Грузинской Армией в Абхазской войне. В России БТР-60 ограниченно применялись в ходе Первой чеченской войны, но уже к середине 1990-х годов были сняты с вооружения Российской Армии и остаются лишь в пограничных войсках. По состоянию на 2007 год, не менее нескольких сотен БТР-60 всё ещё остаются на вооружении ряда стран бывшего СССР, хотя и заменяются постепенно более современной техникой.
В ходе войны на Донбассе украинская сторона заявляла о наличии у вооружённых сил ДНР и ЛНР БТР-60.

### Другие страны
В значительных количествах БТР-60 поставлялся СССР и на экспорт, причём почти все экспортированные бронетранспортёры принадлежали к модификации БТР-60ПБ. Театром наиболее массированного его применения стал Ближний Восток. В ходе восстановления бронетанковых войск Египта и Сирии, понёсших тяжёлые потери в войне 1967 года, в Египет было поставлено 750 БТР-50 и БТР-60, и приблизительно такое же число — в Сирию. Они активно применялись этими странами в Войне Судного дня в 1973 году и понесли в ней значительные потери, так, только при штурме Голанских высот 6—9 октября сирийскими войсками было потеряно более 200 бронетранспортёров. Оставшиеся у Сирии БТР-60 использовались ей позднее и в Ливанской войне 1982 года.
Иран и Ирак также получили сотни БТР-60, активно использовавшихся ими впоследствии в ирано-иракской войне в 1980—1988 годах. Позднее они также применялись Ираком в войне в Персидском заливе в 1991 году, а некоторое их количество ещё оставалось на вооружении и использовалось в Иракской войне 2003 года. В немалых количествах СССР поставлял бронетранспортёр в Африку, не менее 20 стран этого континента имели БТР-60 на вооружении. 370 бронетранспортёров различных типов, в основном БТР-60, были поставлены в Анголу и широко применялись войсками МПЛА в Гражданской войне, продолжавшейся с 1974 по 2002 год. Несколько сотен БТР-60 были также переданы Эфиопии и Сомали, которые позднее использовали их в Эфиопо-сомалийской войне 1977—1978 годов. С 2011 года БТР-60ПБ применяются в Гражданской войне в Ливии различными сторонами конфликта.
Также, БТР-60 поступали из СССР на вооружение стран Латинской Америки: на Кубу, на Гренаду (10 шт. БТР-60 были поставлены для Народно-революционной армии, в 1983 году они использовались в ходе вторжения США), в Никарагуа (по состоянию на 1992 год, на вооружении Сандинистской народной армии имелось 19 шт. БТР-60). В дальнейшем, в 1990-е годы Никарагуа продала несколько БТР-60 для армии Перу.
БТР-60ПБ использовались в боевых условиях странами НАТО. После объединения Германии власти Турции закупили БТР-60ПБ и БТР-70 из арсеналов расформированной ННА ГДР и использовали их в боевых действиях против курдских повстанцев. На основании положительных оценок данных турецкими военными в 1996 году Турция закупила у России большую партию БТР-80. Кроме того, БТР-60ПБ использовались болгарским военным контингентом в Ираке (Болгария вступила в НАТО 29 марта 2004 года).

## Оценка машины

### Конструкция
Одним из наиболее серьёзных недостатков БТР-60 является его слабая броневая защита, обеспечивающая защиту лишь от пуль винтовочного калибра, причём с бортов и кормы бронетранспортёр на близких дистанциях не защищён полностью даже от них. Одной из главных причин этого является большой забронированный объём корпуса, требовавшийся для обеспечения высокой плавучести. При этом, несмотря на сравнительно высокую мореходность и скорость хода на воде, амфибийность БТР-60 так и не была реально востребована в боевых условиях ни в Советской Армии, ни на основных театрах сражений, где он использовался другими государствами. Большинство же современных колёсных бронетранспортёров, не говоря уже о БМП, имеют как минимум защиту на любых дистанциях от 12,7-мм или 14,5-мм пуль в лобовой проекции, и круговую защиту — от 7,62-мм. В 1986 году в Военной академии БТВ в СССР был разработан комплекс мер повышения защищённости бронетранспортёров серии БТР-60 / БТР-70 / БТР-80, заключавшийся в установке за броневыми деталями экранов из органопластика и ткани СВМ, что позволяло при росте массы машины всего на 3 % понизить вероятность поражения экипажа и десанта огнём крупнокалиберного пулемёта на 37 %, однако на БТР-60 такая модернизация серийно не производилась. Вместе с тем, живучесть повышена по сравнению с большинством танков, особенно советских, вынесением топливных баков в изолированное от экипажа моторное отделение и наличием небольшого количества боеприпасов в десантном отделении, даже на БТР-60ПБ. Вдобавок к тому, БТР-60П обладал отличной для своего времени устойчивостью к противотанковым минам, продемонстрированной им в Афганской войне. Благодаря конструкции трансмиссии и наличию восьми ведущих колёс, БТР-60 вполне может продолжать бой, полностью потеряв колесо, и даже при потере любых двух из них он всё ещё может продолжать движение. Действительно вывести бронетранспортёр из строя оказались способны лишь часто используемые в партизанской войне самодельные взрывные устройства, содержащие 20—30 кг взрывчатки. В таких случаях бронетранспортёр, как правило, полностью выходит из строя, так как его плоское и сравнительно тонкое днище плохо переносит взрывную волну.
Крайне слабым на БТР-60П, БТР-60ПА и БТР-60ПА1 являлось и вооружение, состоявшее лишь из одного пулемёта винтовочного калибра, практически неэффективного даже против легкобронированной техники. Установка на БТР-60ПБ 14,5-мм пулемёта КПВТ значительно повысила боевые возможности бронетранспортёра, позволив ему поражать большинство лёгкой бронетехники, а также, в первую очередь при использовании пуль с сердечниками из карбида вольфрама, и борта или корму многих основных боевых танков, особенно более современных, отличающихся резкой дифференциацией бронирования. Вместе с тем, лобовая проекция современных БМП, особенно с дополнительной навесной бронёй, как правило, надёжно защищена от огня КПВТ и даже более мощных автоматических пушек. Таким образом, «противотанковые» качества новых БТРов оказываются почти невостребованными; зато крупнокалиберные пулемёты с успехом поражают противника, укрывшегося в зданиях или лёгких укрытиях полевого типа.
Ещё одной проблемой БТР-60 стала его компоновка. Расположение моторно-трансмиссионного отделения в корме, довольно редкое для бронетранспортёров, не позволило применить наиболее удобное и безопасное для десанта решение — размещение люков для его посадки и высадки в корме машины. Из-за этого посадка и высадка десанта на всех модификациях БТР-60 оставалась крайне неудобной и небезопасной. На БТР-60П десант был вынужден осуществлять её через верх машины, потенциально оказываясь на высоте более двух метров под огнём противника, не говоря уже о том, что осуществлять подобную операцию непросто физически и затруднительно или вовсе невозможно для раненых пехотинцев. На БТР-60ПА это только усугубилось, так как теперь высадка десанта стала возможна только через два люка в крыше, причём десантники теперь оказывались на ещё большей высоте, становясь ещё более удобной мишенью для противника. На БТР-60ПБ эта проблема была разрешена добавлением двух дополнительных десантных люков в бортах машины, но лишь отчасти. Главная проблема любых модификаций БТР-60, как и последующих бронетранспортёров в серии — то, что мотопехота после высадки из бронетранспортёра оказывается сбоку от него, что при обычном расположении бронетранспортёра в бою, лобовой частью к противнику, означает, что пехота ничем не прикрыта и является лёгкой мишенью для вражеского огня.
Конструкция силовой установки на БТР-60 является неоднозначным решением. С одной стороны, установка на бронетранспортёр раздельных двигателей с отдельными трансмиссиями привела к значительному усложнению и ненужному утяжелению конструкции, а также практически вдвое увеличила необходимый объём технического обслуживания. Серьёзно снизилась в целом и эксплуатационная надёжность силовой установки в целом, но это во многом компенсировалось возможностью при выходе из строя одного из двигателей уйти своим ходом в ремонт на оставшемся. Кроме этого, карбюраторные двигатели отличаются бо́льшим расходом топлива и более высокой пожароопасностью. С другой же стороны, это решение имело и ряд положительных особенностей. Одной из них стала уже упомянутая способность продолжать движение на одном двигателе, что повышало живучесть бронетранспортёра в боевых условиях. Эта особенность также порой использовалась водителями БТР-60 для экономии топлива. Другим плюсом этого решения стало использование в конструкции бронетранспортёра дешёвого, отлаженного в производстве и сравнительно надёжного двигателя гражданского автомобиля, что позволило в то время снизить стоимость машины, облегчить её эксплуатацию и достичь необходимой для перевооружения войск массовости её выпуска. Среди недостатков специалистами также называется невысокая удельная мощность установки из двух двигателей ГАЗ-40П, но в целом она находится на уровне или лишь немногим ниже, чем у почти любых других современных колёсных бронетранспортёров и БМП. Вместе с тем, спаренная установка карбюраторных двигателей явилась всё же вынужденной мерой, вызванной прежде всего отсутствием более подходящих двигателей, и в дальнейшем, после не слишком удачного опыта эксплуатации БТР-70, сохранившего ту же конструкцию силовой установки, на БТР-80 перешли к одиночному двигателю.

### Потенциал развития
Потенциал развития БТР-60 доказан многочисленными программами модернизации, представленными рядом российских и зарубежных фирм с 1990-х годов. При всём своём разнообразии, они обычно ведутся в двух направлениях — замены неудачной силовой установки и усиления вооружения. Спаренная установка двигателей заменяется одиночным дизельным двигателем различной мощности, иногда это требует также переделки крыши моторно-трансмиссионного отделения. Это позволяет как повысить надёжность бронетранспортёра и снизить его эксплуатационные расходы, так и в большинстве случаев поднять его подвижность. Усиление вооружения производится путём установки новой башни, чаще всего с 30-мм автоматической пушкой. Разработаны были и различные варианты усиления защиты бронетранспортёров семейства БТР-60/70/80, включающие установку дополнительных броневых листов, решётчатой брони и динамической защиты. Всё это позволяет существенно повысить боевую ценность бронетранспортёра, при этом установка более мощного двигателя сохраняет подвижность машины на прежнем уровне. В то же время, нерешимой остаётся проблема неудачной компоновки БТР-60, затрудняющей и делающей более опасной посадку и высадку десанта. Ещё одной проблемой остаётся недостаточная по современным меркам защищённость от импровизированных взрывных устройств, существенно повысить которую невозможно без кардинальных переделок корпуса.

### Аналоги
Появившись в 1960 году, БТР-60 стал первым серийным бронетранспортёром, использовавшим четырёхосную схему с колёсами большого диаметра, в то время другие страны использовали либо колёсные машины на модифицированной базе коммерческого автомобиля или на специально спроектированной базе, такие как британский «Сарацин», отличавшиеся худшей проходимостью, либо же использовали более сложные и дорогие и менее подвижные гусеничные образцы. Помимо этого, БТР-60, за счёт сочетания водомётного движителя и обтекаемой, специально оптимизированной для движения на плаву формы корпуса, обладал и по-прежнему обладает одними из лучших водоходных показателей среди бронетехники. Вместе с тем, БТР-60П отличался недостаточной защищённостью из-за отсутствия броневой крыши, в то время как другие страны к тому времени перешли на производство полностью бронированных машин, и даже более поздние модификации, в том числе БТР-60ПБ, всё равно обладали меньшей защитой, чем современные ему зарубежные образцы. Как правило, даже колёсные бронетранспортёры того времени имели как минимум круговую защиту на любых дистанциях от пуль винтовочного калибра, в то время как гусеничные отличались ещё лучшим бронированием, у M113, рассчитанного на круговую защиту от 12,7-мм пулемёта, а на более тяжёлых AMX VCI и Schützenpanzer Lang HS.30 — и от малокалиберных автоматических пушек в лобовой проекции. С другой стороны, БТР-60 сохранял перед ними преимущество в виде простоты конструкции и дешевизны. В то же время, чехословацкий OT-64 SKOT, появившийся на несколько лет позже БТР-60 и созданный по одной с ним схеме, обладая почти столь же высокой проходимостью, вместе с тем был избавлен от многих его недостатков, имея одиночный дизельный двигатель, расположенный в лобовой части, что позволило разместить двери десантного отсека в корме машины. Бронирование OT-64, впрочем, осталось на том же уровне, что и у БТР-60ПБ, из-за столь же объёмного водоизмещающего корпуса.

## БТР-60 в сувенирной и игровой индустрии
Во времена позднего СССР металлическая модель БТР-60ПБ в масштабе 1:43 выпускалась на ленинградском заводе «Арсенал».
Также игрушка, внешне напоминающая БТР-60, производилась Тульским патронным заводом с 1960-х годов по 1995 год.

Выпускается, в масштабе 1:35, чешской фирмой Panzershop, представляющей смоляные модели БТР-60ПБ, БТР-60ПУ-12 и БТР-60/Р145-БМ, которые в силу технологии производства отличаются сравнительно высокой ценой и сложностью при сборке.
Также в этом же масштабе пластиковые модели БТР-60П и БТР-60ПБ выпускает китайская фирма Trumpeter.
Несколько лучше обстоят дела с масштабом 1:72, в котором его пластиковые модели выпускают две украинские фирмы: ACE с БТР-60П и БТР-60ПА и ICM с БТР-60П и БТР-60ПБ. Также чертежи для самостоятельной постройки модели публиковались в ряде журналов военной и военно-исторической направленности.
Несмотря на свою распространённость, БТР-60 сравнительно слабо, и значительно слабее, чем более поздние БТР-70 и БТР-80, представлен в модельной индустрии
БТР-60 встречается в ряде компьютерных игр различных жанров, например, в стратегиях реального времени «Карибский кризис» и «Противостояние: Азия в огне» фигурируют, соответственно, БТР-60ПА и БТР-60ПБ, однако их отображение, как правило, далеко от действительности, в особенности в плане возможностей пехоты к ведению огня не спешиваясь. Также БТР-60 фигурирует в некоторых симуляторах бронетанковой или авиатехники в качестве цели.